# Lies Weemaes
Lies Weemaes is een personage uit de Vlaamse ziekenhuisserie Spoed dat werd gespeeld door Arlette Sterckx. Ze was een vast personage van 2000 tot 2006.

## Personage
Lies Weemaes is verpleegster in het team van Luc Gijsbrecht. Daarnaast springt ze ook regelmatig in als baliebediende. Ze heeft een vaste vriend Marc, maar wanneer ze zwanger raakt van hem, laat hij haar zitten. Uiteindelijk krijgt ze een miskraam.
In seizoen 4 wordt Lies na lange tijd weer verliefd, op dokter Geert Van Gestel. Wanneer blijkt dat hij een oogje heeft op verpleegster Lynn, wordt Lies dan ook stikjaloers.
Lies komt in nauwe schoentjes te zitten, wanneer ze zonder toestemming van hogerhand euthanasie pleegt op een zwaar gehandicapte patiënt, omdat hij haar erom smeekte. Het komt zelfs zover dat Lies veroordeeld wordt tot een gevangenisstraf. Na haar vrijlating mag ze onmiddellijk terug aan de slag op de spoedafdeling.
In seizoen 6 wordt ze verliefd op de nieuwe dokter Ben De Man, en het is wederzijds. Wanneer ze echter ontdekt dat hij een versierder is en ook met onder andere verpleegster Melinda De Cock flirt, is ze erg teleurgesteld in hem. Wanneer bovendien blijkt dat hij trouwplannen heeft met nog een andere vrouw, is voor Lies de maat vol en wil ze niets meer met hem te maken hebben.
Een tijdje later sterft Ben onverwachts en ontdekt Lies dat ze zwanger is van hem. Ze vraagt aan haar goede vriendin en collega Kathy Pieters om een abortus bij haar uit te voeren, maar ze weigert dit. Uit woede vertelt Lies iedereen het geheim dat Kathy seropositief is. De twee krijgen hierdoor hevige ruzie, maar uiteindelijk worden ze weer vriendinnen en besluit Lies bovendien het kind te houden. Bij de geboorte van haar baby besluit ze hem Ben te noemen, naar zijn vader.
Door de zwangerschap verdwijnt de rol van Lies wat op de achtergrond en ook daarna wordt er niet echt meer een verhaallijn rond haar opgebouwd, ondanks dat ze nadien weer in het team werkt. Op het einde van seizoen 9 helpt ze Kathy Pieters wel met de problemen met haar neefje Thomas en de erfenis van Brian. Ze trekken er ook samen op uit naar Brians vakantiehuisje in Zuid-Frankrijk.

### Vertrek
Lies neemt ontslag tussen seizoen 9 en 10. Ze koos voor een ziekenhuisjob met regelmatige uren, zodat ze meer tijd kon vrijmaken voor haar zoontje Ben.

## Familie
- Ben Weemaes (zoon met Ben)
- † Ben de Man (ex-vriend)